# World Darts Federation
Die World Darts Federation (kurz WDF) wurde 1976 durch die Repräsentanten 15 verschiedener Nationalverbände gegründet und ist der offizielle Welt-Dachverband des Dartsports. Die WDF ist Mitglied der Alliance of Independent Recognised Members of Sport (AIMS) und damit offiziell anerkannter nicht-olympischer internationaler Sportverband. Die Mitgliedschaft in der WDF ist für jeden nationalen Dartsverband möglich. Die WDF setzt sich hauptsächlich dafür ein, den Dartsport weltweit bekannter zu machen und seine weltweite Anerkennung als offizielle Sportart voranzutreiben.

## Mitglieder
- Ägypten
- Äthiopien
- Australien
- Bahamas
- Bahrain
- Belgien
- Brunei
- Bulgarien
- Chinesisch Taipei
- Dänemark
- Deutschland (Deutscher Dart-Verband)
- England
- Estland
- Färöer
- Finnland
- Frankreich
- Gibraltar
- Griechenland
- Guernsey
- Hongkong
- Indien
- Iran
- Irland
- Island
- Isle of Man
- Italien
- Jamaika
- Japan
- Jersey
- Kanada
- Katalonien
- Kroatien (Kroatischer Dart-Verband)
- Lettland
- Liechtenstein
- Litauen
- Luxemburg
- Macau
- Malaysia
- Malta
- Monaco
- Mongolei
- Neuseeland
- Niederlande
- Nigeria
- Nordirland
- Norwegen
- Österreich (Österreichischer Darts Verband)
- Pakistan
- Palästina
- Polen
- Rumänien
- Russland
- Schottland
- Schweden
- Schweiz
- Serbien
- Singapur
- Slowakei
- Slowenien
- Spanien
- Südafrika
- Südkorea
- Thailand
- Trinidad und Tobago
- Tschechien
- Tunesien
- Türkei
- Turks- und Caicosinseln
- Uganda
- Ukraine
- Ungarn
- Vereinigte Arabische Emirate
- Vereinigte Staaten
- Wales
- Zypern

Quelle: WDF

Interimistische Mitglieder der WDF sind die Dartsverbände vom Jemen, von Mauretanien und Papua-Neuguinea (Stand 1. Februar 2024). Außerdem ist die World ParaDarts als Weltverband für den Dartsport im Behindertenbereich ein assoziiertes Mitglied der WDF.

## Turniere
Seit 2021 gibt es drei verschiedene Kategorien für die Turniere der World Darts Federation:
- WDF-Cup-Events: Die WDF-Cup-Events sind die internationalen Meisterschaften der WDF. Sie bestehen aus mehreren Disziplinen (Einzel, Doppel, Team), in denen Medaillen vergeben werden. Zu ihnen zählt die offizielle Weltmeisterschaft der WDF, der WDF World Cup. Außerdem gibt es vier kontinentale Meisterschaften, der WDF Europe Cup, der WDF Americas Cup, der WDF Asia-Pacific Cup und der WDF Africa Cup und im Jugendbereich den WDF Europe Cup Youth und den WDF Americas Cup Youth. 2020 fand außerdem einmalig der WDF Virtual Cup statt.
- WDF Major-Events: Nach der Insolvenz der British Darts Organisation entschied die WDF, die beiden größten Major-Turniere des ehemaligen Dartverbandes zu übernehmen. Dazu zählen das World Masters und die WDF World Darts Championship.
- WDF Ranking-Events: Die Ranking-Events sind die Turniere, welche über das ganze Jahr und den Globus verteilt gespielt werden. Sie sind wie alle Turniere der WDF in Herren und Damen sowie vereinzelt auch in Jungen und Mädchen unterteilt. Jedes Turnier hat dabei seit 2020 einen bestimmten Rang (Platin, Gold, Silber, Bronze, Nicht gerankt), nachdem die Punkte für die Weltrangliste bestimmt werden. Zu den Platin-Turnieren zählen folgende Turniere:
  - WDF World Darts Championship
  - World Masters
  - Dutch Open
  - Australian Darts Open

## Ranglisten
Die WDF führt getrennt nach Geschlecht und Alter (U18, U23, Herren, Damen) verschiedene Ranglisten. Sie werden für die Qualifikation zu den einzelnen Turnieren sowie der Bestimmung der Setzliste bei WDF-Weltranglistenturnieren herangezogen. Im Gegensatz zur PDC Order of Merit handelt es sich bei den Ranglisten der WDF um keine Geld-, sondern eine Punkterangliste. Je nach Status des Turniers erreichen Spieler beispielsweise für einen Sieg eine verschieden hohe Anzahl von Punkten.
| Erreichte Runde | Major | Platin | Gold | Silber | Bronze |
| --------------- | ----- | ------ | ---- | ------ | ------ |
| Sieg            | 270   | 270    | 180  | 90     | 45     |
| Finale          | 167   | 167    | 111  | 56     | 28     |
| Halbfinale      | 103   | 103    | 68   | 34     | 17     |
| Viertelfinale   | 64    | 64     | 43   | 21     | 11     |
| Achtelfinale    | 39    | 39     | 26   | 13     | 6      |
| Letzte 32       | 26    | 26     | 17   | 9      |        |
| Letzte 64       | 13    | 13     | 9    |        |        |

In die Ranglisten gehen alle Punkte der vergangenen 52 Wochen (1 Jahr) ein.

### WDF Main Rankings
Die folgenden Weltranglisten enthalten die Top 16 der besten Spieler sowie die nachfolgend fünf besten deutschsprachigen Spieler (8. Juni 2025):
| Platz | Spieler              | Punkte |
| ----- | -------------------- | ------ |
| 01 ▲  | Leonard Gates        | 630    |
| 02 ▼  | Jimmy van Schie      | 628    |
| 03 ▲  | Corné Groeneveld     | 570    |
| 04 ▲  | James Beeton         | 496    |
| 05 ▼  | Danny Porter         | 490    |
| 06 ▼  | Jason Brandon        | 489    |
| 07 ▲  | Alex Spellman        | 462    |
| 08 ▬  | Benjamin Pratnemer   | 461    |
| 09 ▼  | Peter Machin         | 400    |
| 10 ▲  | David Fatum          | 399    |
| 11 ▼  | Thomas Junghans      | 376    |
| 12 ▼  | Brian Raman          | 375    |
| 13 ▲  | Im McEwan            | 370    |
| 14 ▲  | Andy Davidson        | 367    |
| 15 ▲  | Francois Schweyen    | 364    |
| 16 ▼  | Ryan Hogarth         | 342    |
| …     |                      |        |
| 29 ▲  | Liam Maendl-Lawrance | 270    |
| …     |                      |        |
| 50 ▲  | Daniel Bauerdick     | 197    |
| …     |                      |        |
| 52 ▼  | Hannes Schnier       | 195    |
| …     |                      |        |
| 83 ▲  | Michael Unterbuchner | 135    |
| …     |                      |        |
| 101 ▲ | Jannes Bremermann    | 116    |

| Platz | Spielerin         | Punkte |
| ----- | ----------------- | ------ |
| 01 ▬  | Beau Greaves      | 1183   |
| 02 ▲  | Deta Hedman       | 958    |
| 03 ▼  | Rhian O’Sullivan  | 926    |
| 04 ▼  | Lerena Rietbergen | 887    |
| 05 ▼  | Lorraine Hyde     | 869    |
| 06 ▼  | Nicole Regnaud    | 728    |
| 07 ▲  | Tracy Feiertag    | 687    |
| 08 ▲  | Sophie McKinlay   | 677    |
| 09 ▲  | Irina Armstrong   | 591    |
| 10 ▼  | Joanne Hadley     | 557    |
| 11 ▼  | Jitka Císařová    | 555    |
| 12 ▲  | Aletta Wajer      | 543    |
| 13 ▼  | Aileen de Graaf   | 538    |
| 14 ▲  | Paula Murphy      | 522    |
| 15 ▼  | Desi Mercer       | 484    |
| 16 ▲  | Anca Zijlstra     | 468    |
| …     |                   |        |
| 33 ▲  | Lisa Zollikofer   | 223    |
| …     |                   |        |
| 56 ▲  | Lena Zollikofer   | 145    |
| …     |                   |        |
| 58 ▼  | Ina Rademacher    | 138    |
| …     |                   |        |
| 60 ▲  | Christiane Muzik  | 136    |
| …     |                   |        |
| 83 ▲  | Julia Siek        | 104    |

### WDF Regional Tables
Neben den beiden offiziellen Weltranglisten gibt es außerdem neun sogenannte Regional Tables, welche ebenfalls zur Qualifikation für Turniere, unter anderem das World Masters und die WDF World Darts Championship, herangezogen werden.
Australien, Kanada, Neuseeland und die Vereinigten Staaten haben hierbei eigene Regional Tables. Die restlichen fünf Regional Tables werden wie folgt eingeteilt:
- UK and Ireland Regional Table: England, Guernsey, Irland, Isle of Man, Jersey, Nordirland, Schottland, Wales
- North Europe Regional Table: Dänemark, Estland, Färöer, Finnland, Island, Lettland, Litauen, Norwegen, Russland, Schweden
- East Europe Regional Table: Österreich, Bulgarien, Kroatien, Zypern, Tschechien, Griechenland, Ungarn, Polen, Rumänien, Serbien, Slowakei, Slowenien, Türkei, Ukraine
- West Europe Regional Table:  Belgien, Katalonien, Frankreich, Deutschland, Gibraltar, Italien, Luxemburg, Malta, Monaco, Niederlande, Spanien, Schweiz
- Asia-Pacific Regional Table: Brunei, Chinesisch Taipeh, Hongkong, Indien, Iran, Japan, Macau, Malaysia, Mongolei, Pakistan, Papua-Neuguinea, Singapur, Südkorea, Thailand
- Africa & Western Asia Regional Table: Bahrain, Ägypten, Äthiopien, Mauretanien, Nigeria, Palästina, Südafrika, Tunesien, Uganda, Vereinigte Arabische Emirate, Jemen[4]

## Vorstand und Funktionäre

### Aktueller Vorstand der WDF
Der aktuelle Vorstand der WDF setzt sich aus folgenden Personen zusammen:
- Interim President: Buddy Bartoletta
- Vice President Corporate: Buddy Bartoletta
- Vice President Finance: Sabine Shanahan
- Secretary General: Nick Rolls
- Youth Commissioner: Dietmar Schuhmann
- Athletes Represantative: Deta Hedman
- Sports Administrator: Zanis Buklovskis